# エスタディオ・D. アフォンソ・エンリケス
エスタディオ D. アフォンソ・エンリケス (ポルトガル語: Estádio D. Afonso Henriques) は、ポルトガル・ギマランイスにあるサッカー専用スタジアム。ヴィトーリアSCがホームスタジアムとして使用している。

## 概要
この競技場はギマランイスで最も成功しているチームで、ポルトガルサッカーで最上位リーグのプリメイラ・リーガに所属するヴィトーリアSCの本拠地として使用されている。1965年に竣工、2003年にはUEFA EURO 2004の会場に選定されたため、エドゥアルド・ギマランイスの設計により修繕と拡張が行われた。エスタディオ D. アフォンソ・エンリケスの収容人数は30,165人で、ポルトガル王国初代国王アフォンソ1世生誕の地であることに因む。エスタディオ D. アフォンソ・エンリケスになる前は、エスタディオ・ムニシパル・デ・ギマランイス (葡: Estádio Municipal de Guimarães) として知られていた。 

## 開催された主な大会・試合
- UEFA EURO 2004

| 日付          | ホームチーム | 結果 | アウェーチーム | ラウンド  |
| ------------- | ------------ | ---- | -------------- | --------- |
| 2004年6月14日 | デンマーク   | 0-0  | イタリア       | グループC |
| 2004年6月22日 | イタリア     | 2-1  | ブルガリア     | グループC |

- UEFAネーションズリーグ2018-19

| 日付           | ホームチーム | 結果         | アウェーチーム | ラウンド   |
| -------------- | ------------ | ------------ | -------------- | ---------- |
| 2018年11月20日 | ポルトガル   | 0-0          | ポーランド     | グループA3 |
| 2019年6月6日   | オランダ     | 3-1          | イングランド   | 準決勝     |
| 2019年6月9日   | スイス       | 0-0 (5-6 p.) | イングランド   | 3位決定戦  |

- 国際Aマッチ

| 日付           | ホームチーム | 結果 | アウェーチーム   | ラウンド                      |
| -------------- | ------------ | ---- | ---------------- | ----------------------------- |
| 1983年1月16日  | ポルトガル   | 0-3  | フランス         | 親善試合                      |
| 1999年3月26日  | ポルトガル   | 7-0  | アゼルバイジャン | UEFA EURO 2000予選            |
| 2003年9月6日   | ポルトガル   | 0-3  | スペイン         | 親善試合                      |
| 2009年10月14日 | ポルトガル   | 4-0  | マルタ           | 2010 FIFAワールドカップ・予選 |
| 2010年9月3日   | ポルトガル   | 4-4  | キプロス         | UEFA EURO 2012予選            |
| 2010年2月6日   | ポルトガル   | 2-3  | エクアドル       | 親善試合                      |

## フェヘール・ミクローシュの死
2004年1月25日、SLベンフィカに所属するフェヘール・ミクローシュの突然死という悲劇が起こる。その日、ヴィトーリアSCとSLベンフィカとのリーグ戦で起こった。試合終了間際に、フェルナンド・アグイアールが挙げた決勝点となる得点をアシストしたが、その際、遅延行為によるイエローカードを受けた。イエローカードを受けた直後、フェヘールはピッチ上に前のめりに身を屈め、そしてピッチ上に仰向けに倒れた。心肺蘇生法が施された後、フェヘールはピッチ内に到着した救急車によって病院へと搬送されたが、同日深夜死亡が確認された。 フェヘールの死後、ギマランイスでの試合の際には、毎回追悼式典を行っている。